# Волости Московской губернии
Волости в качестве небольших сельских поселений упоминаются на территории будущей Московской губернии ещё в духовной Ивана Калиты. В статье представлена информация о волостном делении Московской губернии в XIX — начале XX века.

## Волостное деление в 1917 году
Волости Богородского уезда
Аксёновская, Беззубовская, Буньковская, Васильевская, Гребневская, Дороховская, Запонорская, Зуевская, Ивановская, Игнатьевская, Ильинская, Карповская, Новинская, Осеевская, Теренинская, Шаловская, Ямкинская.
Волости Бронницкого уезда
Ашитковская, Быковская, Велинская, Вохринская, Гжельская, Жирошкинская, Загорновская, Лобановская, Михалевская, Мячковская, Раменская, Рождественская, Салтыковская, Софьинская, Спасская, Троице-Лобановская, Ульяновская, Усмерская, Чаплыженская, Чулковская.
Волости Верейского уезда
Богородская, Вышегородская, Кубинская, Петровская, Рудневская, Смолинская, Ташировская, Шелковская.
Волости Волоколамского уезда
Аннинская, Буйгородская, Бухоловская, Калеевская, Канаевская, Кульпинская, Марковская, Муриковская, Осташёвская, Ошейкинская, Плосковская, Серединская, Судисловская, Судниковская, Тимошевская, Яропольская.
Волости Дмитровского уезда
Богословская, Гарская, Гульневская, Ильинская, Караваевская, Митинская, Морозовская, Озерецкая, Ольговская, Подчерковская, Рогачёвская, Синьковская, Тимоновская.
Волости Звенигородского уезда
Аксиньинская, Еремеевская, Лучинская, Павловская, Перхушковская, Пятницкая, Шараповская, Ягунинская.
Волости Клинского уезда
Борщевская, Васильевская, Вертлинская, Давыдковская, Завидовская, Калеевская, Круговская, Новинская, Петровская, Покровская, Селинская, Соголевская, Солнечногорская, Спас-Нудольская, Троицкая.
Волости Можайского уезда
Борисовская, Бородинская, Глазовская, Елмановская, Канаевская, Карачаровская, Кукаринская, Осташёвская, Порецкая.
Волости Московского уезда
Дурыкинская, Лобненская, Пушкинская, Сходненская, Хлебниковская, Пироговская, Подушкинская, Мытищинская, Спасская, Лосиноостровская, Пехорская, Измайловская, Хорошёвская, Перово-Кусковская, Кучинская, Кунцевская, Зюзинская, Нагатино-Люблинская, Царицынская, Люберецкая.
Волости Подольского уезда
Вороновская, Десенская, Добрятинская, Домодедовская, Дубровицкая, Клёновская, Краснопахорская, Молодинская, Островская, Сухановская, Шебанцевская.
Волости Рузского уезда
Ащеринская, Васильевская, Горбовская, Клементьевская, Мамошинская, Моревская, Никольская, Орешковская, Судниковская, Хотебцкая.
Волости Серпуховского уезда
Алексеевская, Бавыкинская, Белопесоцкая, Бадеевская, Васильевская, Вельяминовская, Высоцкая, Киясовская, Липитинская, Пущинская, Семёновская, Стремиловская, Туровская, Хатунская.